# Maria Komisarek
Maria Komisarek (ur. 19 września 1939 w Saint-Étienne, zm. 15 sierpnia 2014 w Praszce) – polska pływaczka, wielokrotna mistrzyni Polski.

## Kariera sportowa
Była zawodniczką Ślęzy Wrocław. Na mistrzostwach Polski na basenie 50-metrowym zdobyła indywidualnie 26 medali, w tym 18 złotych, była także mistrzynią Polski w sztafecie 4 x 100 m stylem dowolnym i 4 x 100 m stylem zmiennym:
- 100 m stylem dowolnym: 1960 – 2 m., 1961 – 2 m.
- 200 m stylem dowolnym: 1967 – 2 m.
- 400 m stylem dowolnym: 1958 – 3 m., 1959 – 3 m. 1960 – 1 m., 1961 – 1 m., 1962 – 1 m., 1963 – 1 m., 1964 – 1 m., 1965 – 2 m., 1966 – 2 m, 1967 – 1 m., 1968 – 1 m.
- 800 m stylem dowolnym: 1961 – 1 m., 1962 – 1 m., 1965 – 2 m., 1967 – 1 m., 1968 – 1 m.
- 1500 m stylem dowolnym: 1966 – 1 m.
- 100 m stylem motylkowym: 1965 – 1 m., 1966 – 1 m., 1967 – 1 m., 1968 – 1 m.
- 200 m stylem motylkowym: 1967 – 1 m., 1968 – 1 m.
- 4 x 100 m stylem dowolnym: 1961 – 1 m., 1963 – 1 m., 1965 – 1 m.
- 4 x 100 m stylem zmiennym: 1963 – 1 m., 1965 – 1 m.

Na zimowych mistrzostwach Polski zwyciężyła indywidualnie 19 razy: w 1959 (200 m i 400 m stylem dowolnym), 1960 (400 m stylem dowolnym), 1961 (100 m, 200 m i 400 m stylem dowolnym), 1963 (200 m i 400 m stylem dowolnym), 1964 (200 m stylem motylkowym i 400 m stylem dowolnym), 1965 (200 m stylem motylkowym i 400 m stylem dowolnym), 1966 (100 m i 200 m stylem motylkowym), 1967 (100 m stylem motylkowym, 400 m i 800 m stylem dowolnym), 1968 (800 m stylem dowolnym), 1969 (200 m stylem motylkowym).
Na basenie 50-metrowym sześciokrotnie biła rekord Polski na 400 m stylem dowolnym (w latach 1960-1967, do wyniku 5:05,09 w dniu 27 sierpnia 1967, sześciokrotnie rekord Polski na 800 m stylem dowolnym (w latach 1961-1967, do wyniku 10:41,9 w dniu 6 kwietnia 1967), czterokrotnie na 200 m stylem motylkowym (w latach 1967-1968, do wyniku 2:38,7 w dniu 25 sierpnia 1968), czterokrotnie w sztafecie 4 x 100 m stylem dowolnym (w latach 1960-1962).
W 1973 ukończyła studia w Akademii Wychowania Fizycznego we Wrocławiu, była pracownikiem Studium Wychowania Fizycznego na Uniwersytecie Gdańskim.